# HPGL
HPGL (czasami pisany również jako HP-GL, ang. Hewlett-Packard graphics language) – język stworzony do sterowania drukarką. Pierwotnie język obsługi drukarki stosowany w ploterach firmy Hewlett-Packard. Obecnie jest standardem dla prawie wszystkich ploterów. W pewnym zakresie został wbudowany do PCL dla drukarek laserowych.
Język ten składa się z serii dwuliterowych kodów oraz następujących po nich opcjonalnych parametrów.